# SECOR (satélite)
SECOR (de SEquential COllation of Ranges) foi a designação de uma série de pequenos satélites da Forças Armadas dos Estados Unidos, lançados na década de 1960 para medições geodésicas que determinavam de forma precisa a localização de pontos da superfície da Terra, especificamente, de ilhas isoladas no Pacífico. Esses dados permitiram a melhoria do mapeamento global e o posicionamento preciso de estações terrestres para outros satélites.
Foram criadas duas versões desse satélite:
- O Tipo I, de forma esférica de 50,8 cm de diâmetro.
- O Tipo II, na forma de um cubo de 25,3 x 29,8 x 34,9 cm
- Várias vezes o transponder SECOR foi associado a outros satélites.

- Um satélite SECOR Tipo I, sendo inspecionado
- Um satélite SECOR Tipo II

## Histórico de lançamentos
As fontes variam sobre alguns detalhes. Quando houver inconsistência, é fornecida mais de uma fonte. 
| Nome                     | Data de lançamento            | NSSDC ID              | Veículo de lançamento        | Local de lançamento              | Tipo do satélite | Notas |
| ------------------------ | ----------------------------- | --------------------- | ---------------------------- | -------------------------------- | ---------------- | --- |
| Transit 3B               | 21 ou 22 de fevereiro de 1961 | 1961-007A             | Thor DM-21 Ablestar          | Cape Canaveral Air Force Station | Associado        | Falha no lançamento, o satélite falhou na separação de foi colocado em órbita baixa. Reentrou 37 dias depois do lançamento. |
| DISCOVERER               | 20 de outubro de 1961         | 1961-F10? 23 out 1961 |                              |                                  | Associado        | Sucesso parcial |
| DISCOVERER               | 6 de novembro de 1961         | 1961-029A?            |                              |                                  | Associado        | Sucesso parcial |
| DISCOVERER               | 12 de dezembro de 1961        | 1961-034A?            |                              |                                  | Associado        | Sucesso parcial |
| COMPOSITE I              | 24 de janeiro de 1962         |                       | Thor DM-21 Ablestar          |                                  | Tipo I           | Falha no lançamento. O segundo estágio falhou em fornecer velocidade suficiente.                                            |
| ANNA I A                 | 11 de maio de 1962            |                       |                              |                                  | Associado        | Falha no lançamento. |
| ANNA I B                 | 31 de outubro de 1962         |                       |                              |                                  | Associado        | Sucesso parcial |
| SECOR1, SECOR 1B, EGRS 1 | 11 de janeiro de 1964         | 1964-001C             | Thor Delta-Agena D aumentado | Vandenberg AFB                   | Tipo II          | Sucesso. |
| SECOR 3, EGRS 3          | 9 de março de 1965            | 1965-016E             | Thor Augmented Delta-Agena D | Vandenberg AFB                   | Tipo II          | Falha no lançamento. |
| SECOR2, EGRS 2           | 10 ou 11 de março de 1965     | 1965-017B             | Thor Delta-Agena D aumentado | Vandenberg AFB                   | Tipo II          | Sucesso. Reentrou em 25 de fevereiro de 1968                                                                                |
| SECOR 4, EGRS 4          | 3 de abril de 1965            | 1965-027B             | Atlas-Agena D                | Vandenberg AFB                   | Tipo II          | Falha no transponder. Exército/Força Aérea                                                                                  |
| EGRS V                   | 10 de agosto de 1965          |                       |                              |                                  | Tipo I           | Sucesso parcial |
| GEOS A                   | 6 de novembro de 1965         |                       |                              |                                  | Associado        | Sucesso. |
| SECOR 6, EGRS 6          | 9 de junho de 1966            | 1966-051B             | Atlas-Agena D                | Vandenberg AFB                   | Tipo II          | Falha no lançamento. Exército/Força Aérea                                                                                   |
| SECOR 7, EGRS 7          | 19 de agosto de 1966          | 1966-077B             | Atlas-Agena D                | Vandenberg AFB                   | Tipo II          | Sucesso parcial |
| SECOR 8, EGRS 8          | 5 de outubro de 1966          | 1966-089B             | Atlas-Agena D                | Vandenberg AFB                   | Tipo II          | Falha no transponder. Força Aérea                                                                                           |
| SECOR 9, EGRS 9          | 29 de junho de 1967           | 1967-065A             | Thor/Burner                  | Vandenberg AFB                   | Tipo II          | Sucesso. Exército/Marinha                                                                                                   |
| GEOS B                   | 11 de janeiro de 1968         |                       |                              |                                  | Associado        | Sucesso. |
| SECOR 10, EGRS 10        | 18 de maio de 1968            | 1968-F04              | Thorad-SLV2G Agena-D         | Vandenberg AFB                   | Tipo II          | Falha no lançamento. |
| SECOR 11, EGRS 11        | 16 de agosto de 1968          | 1968-F07              | Atlas-SLV3 Burner-2          | Vandenberg AFB                   | Tipo II          | Falha no lançamento. |
| SECOR 12, EGRS 12        | 16 de agosto de 1968          | 1968-F07              | Atlas-SLV3 Burner-2          | Vandenberg AFB                   | Tipo II          | Falha no lançamento. |
| SECOR 13, EGRS 13        | 14 de abril de 1969           | 1969-037B             | Thor/Agena                   | Vandenberg AFB                   | Tipo II          | Sucesso. Exército |
| TOPO I                   | 8 de abril de 1970            |                       |                              |                                  | Tipo II          | Sucesso. |